# Belgorod-Charkower Operation
1941: Białystok-Minsk – Dubno-Luzk-Riwne – Smolensk – Uman – Kiew – Odessa – Leningrader Blockade – Wjasma-Brjansk – Charkow – Rostow – Moskau – Tula

1942: Rschew – Charkow – Ljuban/Wolchow – Kertsch/Sewastopol – Fall Blau – Kaukasus – Stalingrad – Operation Mars

1943: Woronesch-Charkow – Operation Iskra – Nordkaukasus – Charkow – Kursk – Orjol – Donez-Mius – Donbass – Belgorod-Charkow – Smolensk – Dnepr – Kiew

1944: Dnepr-Karpaten – Leningrad-Nowgorod – Krim – Wyborg–Petrosawodsk – Operation Bagration – Lwiw-Sandomierz – Jassy–Kischinew – Belgrad – Petsamo-Kirkenes – Baltikum – Karpaten – Ungarn

1945: Kurland  – Weichsel-Oder – Ostpreußen – Westkarpaten – Niederschlesien – Ostpommern – Plattensee – Oberschlesien – Wien – Oder – Berlin – Prag
Die Belgorod-Charkower Operation (auch als Operation Rumjanzew bekannt; russisch Белгородско-Харьковская операция) war eine Offensive der Roten Armee im Zweiten Weltkrieg, die vom 3. bis zum 23. August 1943 dauerte und aus sowjetischer Sicht als Teil der Schlacht am Kursker Bogen angesehen wird. Die Operation war Teil der lange geplanten sowjetischen Sommeroffensive, in deren Verlauf fast alle Fronten der Roten Armee auf breiter Front zum Angriff übergingen. Während der Operation wurden am 5. August Belgorod und am 23. August Charkow von den deutschen Besatzern zurückerobert.

## Die Vorgeschichte

Der Frontverlauf im April 1943

Anfang Juli eröffnete die Wehrmacht ihre Offensive gegen den Kursker Bogen, welche sich aber gegen gut aufgestellte sowjetische Verteidiger festlief. Die Operation, die letzte deutsche Großoffensive an der Ostfront, wurde daraufhin von Hitler abgebrochen. Die Rote Armee begann teilweise schon während des deutschen Angriffes ihrerseits ihre lange geplante Sommeroffensive. Teil dieser umfassenden Offensive war auch die Operation Rumjanzew, die als direkter Gegenangriff gegen die vorstoßenden deutschen Verbände geplant war. Dafür wurde eine ganze sowjetische Front (vergleichbar mit einer deutschen Heeresgruppe) als Reserve aufgestellt. Da der deutsche Angriff die sowjetische Führung veranlasst hatte, diese Reserve frühzeitig einzusetzen, konnte die Operation Rumjanzew nicht zum geplanten Termin beginnen. Insbesondere die hohen Verluste an Panzern machten eine Auffrischung nötig. Während die Gegenoffensive nördlich von Kursk (Operation Kutusow) im vollen Gange war, blieb es daher um Belgorod herum ruhig. Zusammen mit den enormen Panzerverlusten der Woronescher und Steppenfront im südlichen Teil des Kursker Bogens führte dies zu der Fehleinschätzung der Wehrmacht, die Rote Armee wäre hier nicht mehr zu einem großen Angriff fähig. Auf deutscher Seite kam es deshalb zu einem Abzug von mehreren Panzer-Divisionen. Viele davon wurden nach Norden geschickt, um die in Bedrängnis geratenen Armeen unter Walter Model zu unterstützen. Die 9. Armee sowie die 2. Panzerarmee sahen sich dort, während der Orjoler Operation, schweren Angriffen von drei sowjetischen Fronten ausgesetzt. Des Weiteren wurde zum Beispiel die SS-Panzergrenadier-Division Leibstandarte SS Adolf Hitler nach Italien verlegt, um dem erwarteten Abfall des Achsenpartners zu begegnen.

## Sowjetische Pläne
Die Operation Rumjanzew war von der Stawka als der Hauptstoß der Sommeroffensive geplant. Während die Operation Kutusow hauptsächlich die Verteidigung im Kursker Bogen unterstützen sollte, hatte Rumjanzew weitaus ambitioniertere Vorgaben. Die Operation zielte darauf ab, die während des Unternehmens Zitadelle geschwächten deutschen Armeen zu zerschlagen. Die 4. Panzerarmee sowie die Armeeabteilung Kempf sollten direkt am Kursker Bogen vernichtet werden, um dann nach Süden zu schwenken und die 1. Panzerarmee und die 6. Armee an der Schwarzmeerküste einzukesseln. Dies hätte die Vernichtung der ganzen Heeresgruppe Süd unter Erich von Manstein bedeutet. Stalin wollte den Angriff bereits am 23. Juli beginnen, doch Schukow erklärte, dass die Verbände Zeit benötigten, um aufgefrischt zu werden. Das erste Ziel der vorstoßenden Armeen sollte die direkte Einnahme des wichtigen Knotenpunkts Bogoduchow sein. Von dort aus sollten die Panzerarmeen einschwenken und Charkow einkesseln.
Um die Operation vorzubereiten, begannen bereits am 17. Juli die Süd- und Südwestfront mit Angriffen auf Mansteins Südflügel im Donezbecken (Donez-Mius-Offensive). Diese Angriffe scheiterten zwar unter hohen Verlusten, führten aber gleichzeitig zu einem Abzug von Truppen aus dem Belgorod-Charkow-Sektor. Die Hauptkampflinie wurde ab dem 19. Juli auf eine „Zwischenstellung“ etwas weiter nördlich der Ausgangslinie vom 5. Juli verkürzt, um Reserven angesichts der heftigen sowjetischen Offensiven zu schaffen. Diese „Zwischenstellung“ war für die deutschen Divisionen sehr unangenehm, weil sie sehr wenig ausgebaut war. Außerdem wurden die schweren Panzerabteilungen in das Donezbecken und in den Raum Orjol verlegt. Die Operation, welche als Maskirowka geplant war, erfüllte somit ihren Zweck, den Nordflügel Mansteins zu schwächen. Für den direkten Angriff standen schon in der ersten Phasen zehn Armeen bereit, davon zwei Panzerarmeen. Des Weiteren wurden fünf selbständige Korps bereitgestellt.

## Kräfteverhältnis
Zwei sowjetische Fronten, die Woronescher Front unter Nikolai Watutin und die Steppenfront unter Iwan Konew, verfügten über 1.144.000 Soldaten, 12.886 Geschütze, 2.418 Panzer und 1.311 Flugzeuge. Die 4. Panzerarmee und die Armeeabteilung Kempf der deutschen Heeresgruppe Süd unter Erich von Manstein verfügten über insgesamt 250.000 Soldaten, 796 Flugzeuge sowie 237 Panzer und Sturmgeschütze. Durch Verstärkungen erhöhte sich die Zahl der deutschen Kampfwagen bis zum 10. August auf 567. Durch gelungene sowjetische Ablenkungsangriffe im Süden und die kritische Lage im Norden, die deutsche Truppenverschiebungen nötig machte, ergab sich im Bereich Belgorod/Charkow ein sehr günstiges Verhältnis für die Rote Armee.
|                      | Soldaten  | Soldaten   | Soldaten   | Panzer  | Panzer     | Panzer     | Artillerie | Artillerie | Artillerie |
| Sowjetisch           | Deutsch   | Verhältnis | Sowjetisch | Deutsch | Verhältnis | Sowjetisch | Deutsch    | Verhältnis |            |
| -------------------- | --------- | ---------- | ---------- | ------- | ---------- | ---------- | ---------- | ---------- | ---------- |
| Frieser              | 1.144.000 | ≈250.000   | ≈4:1       | 2.418   | 237        | 10:1       | 12.866     | 2.847      | 4,5:1      |
| Glantz               | 1.144.000 | 330.000    | 3,5:1      | 2.439   | 530        | 4,9:1      |            |            |            |
| 1. 2. 3. 4. 5. 6. 7. |           |            |            |         |            |            |            |            |            |

## Verlauf

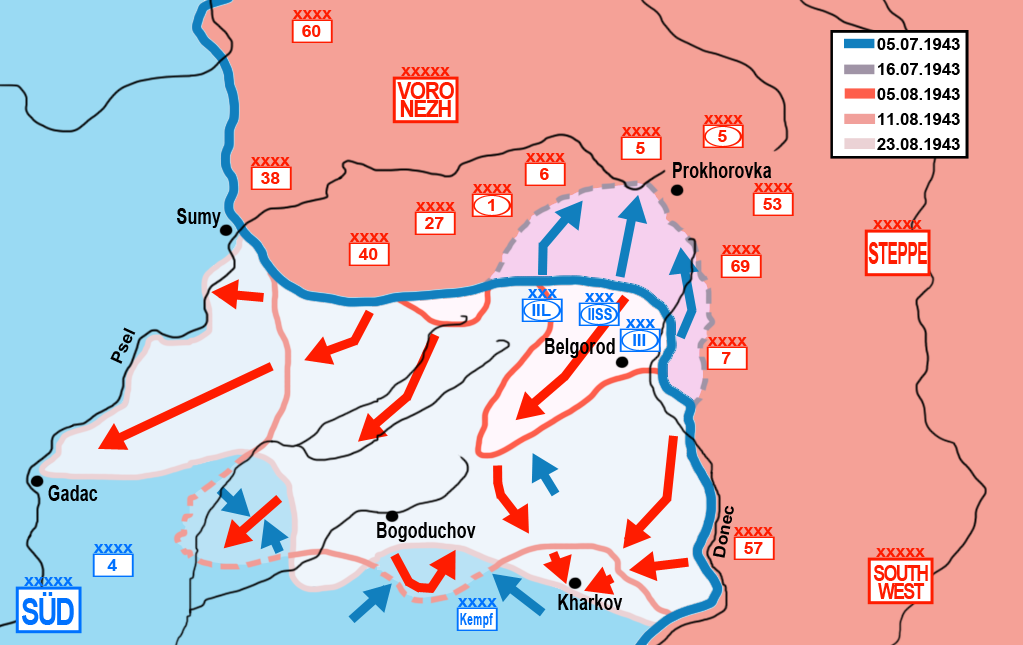
Sowjetische Vormarschrichtungen

Zur Unterstützung der Offensive begann in der Nacht zum 3. August die von Partisanen durchgeführte Operation Schienenkrieg gegen das deutsche Schienennetz. Um 5 Uhr am 3. August begann die Operation mit einer dreistündigen Feuerwalze. Danach richtete sich das Feuer der Artillerieeinheiten auf gegnerische Ziele im Hinterland, gleichzeitig begannen die sowjetischen Bodentruppen ihren Vormarsch.
Um 8.00 Uhr griffen die sowjetische Truppen nach drei Stunden Artillerievorbereitung und Luftangriffen an. Die im Süden des Kursker Frontvorsprungs angesetzten Streitkräfte der 6. (Generalleutnant I. M. Tschistjakow) und 5. Gardearmee (Generalleutnant A. S. Schadow) hatten über Tomarowka und Borissowka den Durchbruch auf Achtyrka zu erzwingen. Im ersten Treffen der 6. Gardearmee operierten die 67. und 71. Garde-Schützen-Division (22. Garde-Schützenkorps) und die 51. und 52. Gardedivision (23. Garde-Schützenkorps), dahinter im zweiten Treffen folgten die 90. Garde- und die 309. Schützen-Division. Knapp drei Stunden nach Beginn des Angriffs durchbrachen die Stoßgruppen der 5. und 6. Gardearmee die feindlichen Verteidigungsanlagen, große Panzerformationen stürmten in die entstandene 15 Kilometer breite Lücke. In der Nacht des 3. August, nach Einsetzen der Dunkelheit wurden bei der 6. Gardearmee Teile der ersten Staffel durch die frische 90. Garde- und 309. Schützendivision abgelöst. Das Einführen der beiden sowjetische Panzerarmeen überrannte die vorderen deutschen Stellungen, die durch das Artilleriefeuer und Luftangriffe bereits geschwächt waren. Es entstand eine Frontlücke zwischen Belgorod und Tomarowka, durch die sowjetische gepanzerte Stoßkeile bis zu 25 Kilometer vorstießen. Die sowjetische Infanterie drang bis zu acht Kilometer tief in die deutschen Stellungen ein.
Am zweiten Tag der Schlacht wurde beim 32. Garde-Schützenkorps der 5. Gardearmee die in der zweiten Staffel verbliebene 66. Garde-Schützendivision nachgezogen, um die bisherigen Geländegewinne zwischen Puschkarnoje und Stepnoje zu konsolidieren. Am Abend des zweiten Tages bauten zwei deutsche Panzer-Divisionen in der Nähe von Tomarowka eine Verteidigungsstellung auf und schafften es, den Vormarsch der beiden Panzerarmeen zeitweilig zu stoppen. Bis zum 5. August hatte das 32. Garde-Schützenkorps der 5. Gardearmee die noch haltende Verteidigung der deutschen 332. Infanterie-Division überwunden. Am Morgen des dritten Angrifftages blockierte die 66. Garde-Schützendivision die feindliche Verteidigungslinien bei Tomarowka. In Zusammenarbeit mit dem 23. Garde-Schützenkorps wurde die deutsche Verteidigung bei Borissowka umgangen und aufgerollt. Teile von fünf deutschen Divisionen wurden im Bereich Borissowka teilweise eingeschlossen und versuchten, den sowjetischen Vormarsch zu verlangsamen. Die sowjetischen Schützendivisionen, die eigentlich den gepanzerten Stoßkeilen folgen sollten, sahen sich gezwungen, gegen die deutschen Widerstandsnester vorzugehen. Das kostete Zeit und ließ die Panzerverbände teilweise ohne infanteristische Unterstützung. Diese deutschen Verbände wurden später, bis zum 9. August, durch gekonnte Gegenangriffe der 11. Panzer-Division und der hastig herangeführten Division Großdeutschland wieder entsetzt.
Bis zum 5. August konnten die sowjetischen Truppen Belgorod zurückerobern und die Rote Armee begann mit dem Angriff in Richtung Charkow. Die sowjetischen Verbände rissen mit ihrer großen Masse an Panzern genau an der Nahtstelle der beiden deutschen Großverbände ein Loch in die Front. Am 7. August klaffte eine 50 Kilometer große Lücke, durch die sowjetische Verbände weiter vordrangen. Dem sowjetischen 6. Panzerkorps (Generalmajor A. L. Getman) der 1. Panzerarmee gelang am gleichen Tag die Besetzung von Bogoduchow. Dieser Erfolg gilt als einer der ersten sowjetischen operativen Durchbrüche durch deutsche Linien.

### Kämpfe bei Bogoduchow

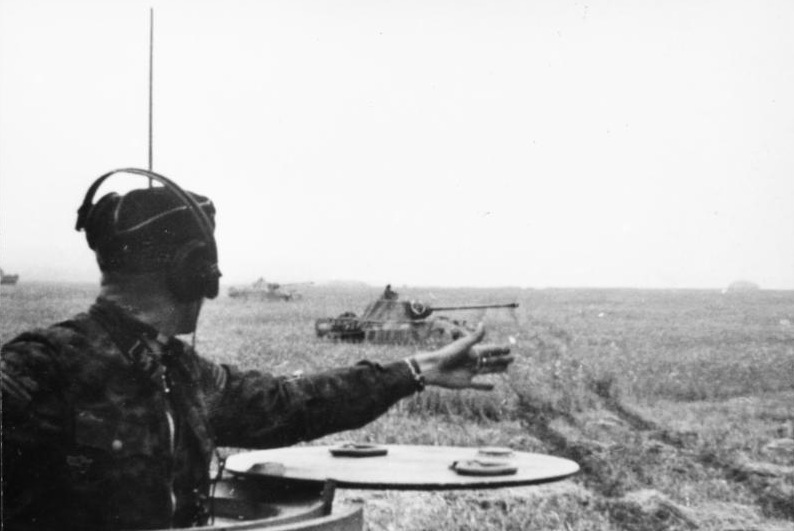
Panther der SS-Division „Das Reich“

Ab 10. August schwenkte die sowjetische 1. Panzerarmee scharf nach Süden in Richtung Walki (37 km südlich Bogoduchow) ab und bedrohte die Bahnstrecke Charkow-Poltawa. Im deutschen Führungsstab kam es zu Panik und bereits verlegte Panzereinheiten wurden zurückbeordert. Bis zum 10. August wurden die deutschen Verbände durch zehn weitere Panzer- und Panzergrenadierdivisionen verstärkt, darunter die SS-Panzergrenadier-Division „Das Reich“ und SS-Panzergrenadier-Division „Totenkopf“ sowie die Division Großdeutschland.
Die nachgeführten Panzer-Divisionen erhöhten die Anzahl der deutschen Kampfwagen beträchtlich und ermöglichten erste Gegenangriffe. Teile der neu eingetroffenen SS-Panzergrenadier-Divisionen „Das Reich“ und „Totenkopf“ starteten am 12. August einen Gegenangriff gegen die sowjetische 1. Panzerarmee und 5. Gardepanzerarmee, die versuchten, südlich von Boguduchow weiter Raum zu gewinnen. Die sowjetischen Verbände hatten durch ihren raschen Vormarsch ihre Flanken überdehnt und waren dementsprechend verwundbar. In den folgenden schweren Gefechten konnten die deutschen Verbände große Teile der sowjetischen Einheiten einkesseln und aufreiben. Auch hier schafften es die sowjetischen Panzerverbände trotz beträchtlicher materieller Überlegenheit nicht, die deutschen Truppen zurückzudrängen. Alle Angriffe der Roten Armee wurden abgeschlagen. Die deutschen Verbände fügten den zwei sowjetischen Panzerarmeen beträchtliche Verluste zu, daraufhin stellten diese ihre Angriffe ein. Bis zum 17. August waren die zwei sowjetischen Armeen zurückgedrängt und büßten praktisch ihre gesamte Angriffskraft ein. Die beiden Panzerarmeen hatten von ihren ursprünglich über 1000 Panzern nur noch 200 zur Verfügung und waren vorerst nicht mehr dazu fähig, Operationen auszuführen.
Auch wenn der Angriff der beiden sowjetischen Panzerarmeen gestoppt wurde, blieb weiter westlich am Psel-Abschnitt die Lage noch immer kritisch für die Wehrmacht. Das 52. Schützenkorps der 40. Armee befreite am 19. August Lebedin im Zusammenwirken mit dem 2. mechanisierten Korps (Generalmajor A. F. Popow). Das 47. Schützenkorps (Generalmajor S. A. Grjasnow) bedrohte bereits die Zugänge nach Gadatsch. Die Lücke zwischen der deutschen 4. Panzer- und der 8. Armee (umbenannte Armeeabteilung Kempf) war noch immer nicht geschlossen. Die deutsche Führung entschied deshalb, mit einem Zangenangriff zu versuchen, die vorgedrungenen sowjetischen Verbände einzukesseln und zu vernichten und damit gleichzeitig die Front wiederherzustellen. Dafür stellte die 4. Panzerarmee das XXIV. Panzerkorps, das von Norden her angriff. Von Süden her griff die SS-Panzergrenadier-Division „Totenkopf“ der 8. Armee an. Am 18. August startete der Angriff und bereits am 20. August trafen sich Verbände der Divisionen Totenkopf und Großdeutschland, unter Hyazinth Graf Strachwitz, im Rücken der sowjetischen Stoßkeile. Neben zwei sowjetischen Panzerkorps wurden große Teile der 6. Gardearmee und der 27. Armee eingeschlossen. Die völlig unzureichenden infanteristischen Kräfte der Deutschen schafften es nicht, diesen Kessel völlig abzuriegeln, weshalb große Teile der sowjetischen Verbände ausbrechen und sich zurückziehen konnten. Um den Ausbruch der sowjetischen Kräfte zu unterstützen, griffen weitere Verbände der Roten Armee die Stellungen der deutschen 57. Infanterie-Division an. Das folgende schwere Artilleriebombardement traf die Stellungen der Division so hart, dass sie in Folge in Unordnung geriet und ihre Positionen verließ. Dieser Vorfall war für die Wehrmacht ein äußerst seltenes Ereignis und führte dazu, dass deutsche Truppen den Angriff aufgaben und sich wieder zurückzogen. Die Führung der Roten Armee entschied, sich vorerst auf Charkow zu konzentrieren, und nutzte ihre Überlegenheit weiter westlich nicht weiter aus.

### Die Einnahme von Charkow
Nachdem der sowjetische Angriff in Richtung Westen vorerst gestoppt wurde, richtete sich der weitere Vormarsch nun primär auf Charkow. Die Stadt und ihre Umgebung waren stark befestigt. Für die Verteidigung der Stadt waren hauptsächlich das deutsche XXXXII. und XI. Armeekorps zuständig. Demgegenüber beteiligten sich bis zu fünf sowjetische Armeen an dem Angriff auf Charkow. Konew plante eine Umfassung der Stadt und griff bereits am 12. August den äußeren Verteidigungsring der Stadt an. Die 5. Garde-Panzerarmee unter Pawel Rotmistrow diente der Roten Armee dabei als Stoßkeil. General Kempf wies auf die Gefahr eines möglichen Einschlusses der deutschen Truppen hin und forderte eine Aufgabe der Stadt, woraufhin Hitler forderte, die Stadt „unter allen Umständen“ zu halten. Die deutschen Verteidiger sahen sich aufgrund der Versorgungslage und der Übermacht der sowjetischen Verbände nicht imstande, die Stadt gegen die von mehreren Richtungen angreifenden Armeen zu verteidigen. Insbesondere der Munitionsmangel der Artillerie machte den Verteidigern zu schaffen.
General Kempf, der schon am 14. August für eine Räumung der Stadt plädierte, wurde durch Hitler seines Kommandos enthoben und durch General Otto Wöhler ersetzt, der aber auch für eine Evakuierung votierte. Die heftigen Kämpfe forderten auf beiden Seiten hohe Verluste. Die sowjetischen Angriffe wurden teilweise sehr übereilt ausgeführt und blieben deshalb oft mit hohen Verlusten liegen. Laut Frieser berichtete Stalin den Westmächten voreilig über die Einnahme der Stadt und ließ deshalb diese ohne Rücksicht auf Verluste angreifen, um nicht dementieren zu müssen. Die Führung der 8. Armee Wöhlers meldete nach den schweren Kämpfen erneut Munitionsmangel, so dass schließlich Feldmarschall Erich von Manstein den Rückzug anordnete. Hitler hatte zuvor die unbedingte Verteidigung der Stadt gefordert, wurde aber im Generalstab überzeugt, die Erlaubnis für den Rückzug zu erteilen. Um die politischen Konsequenzen zu mindern, befahl er aber, die Stadt nur im Notfall aufzugeben und den Rückzug so lange wie möglich hinauszuzögern. Manstein zufolge befürchtete Hitler vor allem negative Auswirkungen auf die Haltung der neutralen Türkei und des verbündeten Bulgariens. Die 5. Garde-Panzerarmee versuchte am 22. August vergeblich, die Evakuierungsrouten der deutschen Verbände zu blockieren und konnte den relativ geordneten Rückzug der Wehrmacht nicht verhindern. Am 23. August wurde schließlich das weitestgehend geräumte Charkow von Truppen der Roten Armee befreit. Das von beiden Seiten als Prestigeobjekt angesehene Charkow wechselte während des Krieges mehrmals den Besitzer. Diese letzte Schlacht um Charkow wird auch als Vierte Schlacht um Charkow bezeichnet.

## Folgen
Die Rote Armee errang einen Sieg. Es gelang ihr aber nicht, die zwei deutschen Armeen zu vernichten. Die Stawka war nach der Schlacht mit ihren Ergebnissen weitestgehend zufrieden und weitere Angriffe weiter nördlich zwangen Mansteins Truppen zum erneuten Rückzug. Die sich stetig entwickelnde Sowjetarmee erzwang schon in der Anfangsphase des Angriffes einen entscheidenden Durchbruch. Die neuen Verfahren der sowjetischen Panzerwaffe und insbesondere der Artillerie, die nach Studien der früheren Niederlagen entstanden, zeigten erstmals ihr Potential. Sowjetische Panzerverbände wurden konzentriert eingesetzt, um die deutschen Linien zu durchbrechen und dann in der operativen Tiefe zu agieren. Georgi Schukow nannte diese Angriffe später „Hammerschläge“, was die Intensität der Angriffe gut charakterisiert. Es wurde aber auch erneut offensichtlich, dass die Wehrmacht ihre taktische Überlegenheit nicht verloren hatte. So konnte sie letztendlich größere Verluste auf ihrer Seite verhindern und sich relativ geordnet in Richtung Dnepr zurückziehen. Die taktische Überlegenheit der Wehrmacht, insbesondere bei den Panzerverbänden, führte zu relativ hohen Verlusten auf Seite der Roten Armee, die bei ihren „Hammerschlägen“ wenig Rücksicht auf Verluste nahm. Im Gegensatz zur Roten Armee war die Wehrmacht aber nicht in der Lage, ihre Verluste ausreichend zu kompensieren. Die bessere strategische Planung der Stawka führte dazu, dass mit Beginn der Operation Rumjanzew gleichzeitig der stetige Rückzug der Wehrmacht einsetzte. Die zahlenmäßige sowjetische Überlegenheit mit nun verbesserter Führung sorgte dafür, dass die Wehrmacht nicht mehr in der Lage war, die strategische Initiative zu übernehmen. Die kontinuierlichen sowjetischen Angriffe auf breiter Front führten dazu, dass die Wehrmacht nicht mehr fähig war, Truppen für Operationen größeren Ausmaßes zu sammeln. Nach Beendigung der Operation Rumjanzew begann sofort die Schlacht am Dnepr. Im Zuge dieser Schlacht überschritten sowjetische Verbände den Dnepr und befreiten große Teile der östlichen Ukraine.

## Verluste
Die sowjetischen Verluste waren beträchtlich. In der Literatur wird das Buch von Generaloberst Grigori Kriwoschejew als Standardwerk für sowjetische Verluste akzeptiert. Demnach verloren die sowjetischen Verbände 255.566 Mann, wovon 71.611 tot oder vermisst waren. Bei den Angaben zu personellen Verlusten ist zu beachten, dass das damalige sowjetische Meldesystem oft fehlerhaft war. Deshalb sehen einige Historiker diese offiziellen Zahlen als untere Grenze an. Einzelne Historiker geben bis zu doppelt so hohe Zahlen an. An Panzerverlusten wurden 1.864 gemeldet, was in etwa den Verlusten des Unternehmens Zitadelle entspricht. Die Verluste an Flugzeugen sind schwer zu bestimmen, da die sowjetischen Archive hier nicht komplett sind. Frieser schätzt anhand der deutschen Abschussmeldungen, dass die Rote Luftwaffe 942 Maschinen verloren hat.
Die Verluste für die deutsche Seite sind ebenfalls nicht eindeutig zu bestimmen. Da Verlustmeldungen für deutsche Operationen angegeben sind und diese sich zeitlich von den sowjetischen unterscheiden, gibt es nur relativ genaue Schätzungen. Laut Frieser verloren die 4. Panzerarmee und die Armeeabteilung Kempf insgesamt 30.000 Mann, wovon 10.000 entweder tot oder vermisst waren. Die Panzerverluste sind noch schwieriger zu bestimmen. Frieser gibt für die Operationen um Kursk eine generelle Panzerverlustrate von 8:1 zugunsten der Wehrmacht an. Laut Frieser ist dieses Verhältnis auch bei Operation Rumjanzew gültig. Die deutsche Luftwaffe verlor 147 Flugzeuge. Vor allem die sowjetische Nachkriegsliteratur gibt für die deutsche Seite weitaus höhere Verluste an.